# Noah Miller Glatfelter
Noah Miller Glatfelter (Condado de York, 28 de noviembre de 1837 - San Luis, 2 de abril de 1911) fue un médico, genealogista y aficionado botánico estadounidense; también micólogo que vivió en San Luis (Misuri) entre 1867 a 1911. Sirvió como cirujano para el Union Army durante guerra civil estadounidense, y práctica privada médica de los 1870s a 1907. Al retirarse su interés se volvió a la botánica y micología; siete hongos llevan su epónimo.

## Biografía
Comenzó sus estudios en Millersville, Pensilvania, y enseñó matemática en Lebanon. También tomó un temprano interés en las ciencias naturales, tomando un curso de geología, y organizando una vitrina de rocas y minerales para su escuela.

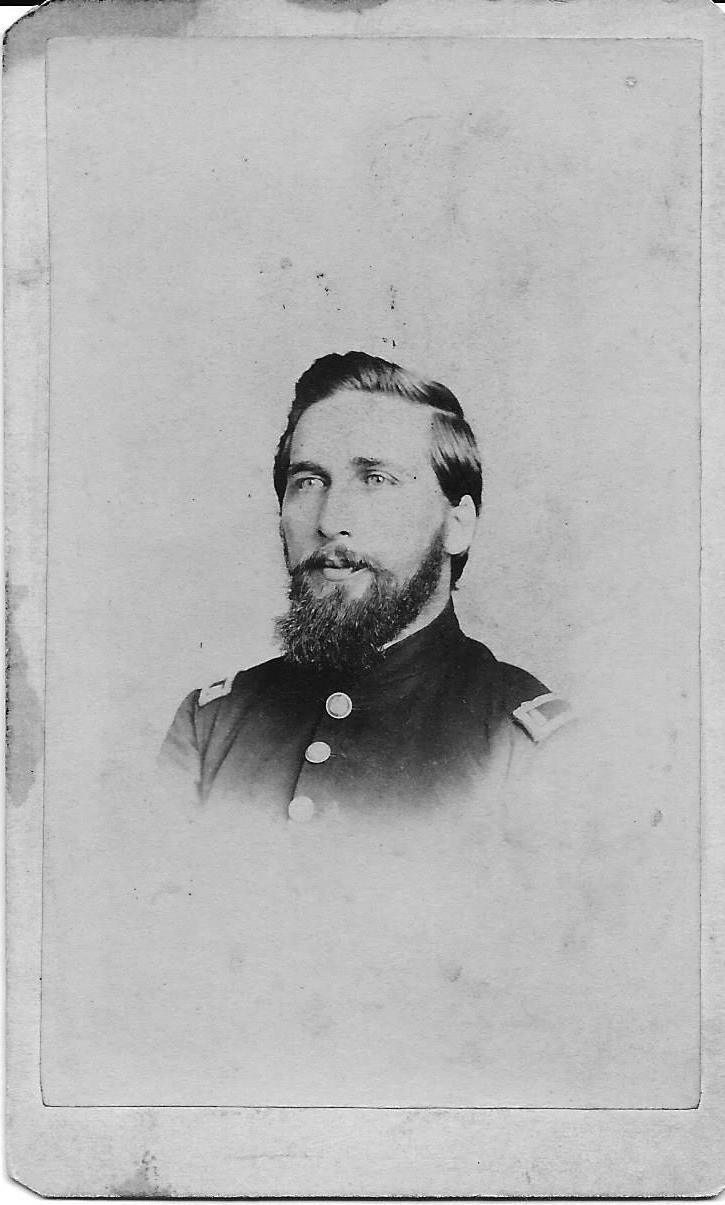
El cirujano asistente Noah Miller Glatfelter, 1865

En 1862, comenzó sus estudios de medicina en la John Light Atlee, en la Universidad de Pensilvania. Recibió su doctorado de la Universidad de Pensilvania el 12 de marzo de 1864, y fue designado como cadete médico el 30 de marzo, e inmediatamente después se convirtió en cirujano asistente.
Estuvo presente en la segunda batalla de Fredericksburg, y estaba destinado en varios hospitales en el área de Washington D. C., incluyendo estar a cargo del buque de 375 pies Nuevo Mundo, que se convirtió en un buque hospital.
El Hospital de Campaña Depot del Ejército del Potomac fue trasladado no menos de cuatro veces entre mayo y junio de 1864, mientras Glatfelter servía con ellos. Esta fue una hazaña increíble, así como el hospital sirvió hasta 10.000 hombres.
Se casó con María Hegerty el 23 de marzo de 1865 y luego fue trasladado a la Territorio Dakota, donde permaneció hasta que se reunieron en 1867, con el rango de mayor. Luego Noah y María se trasladaron a la zona de St. Louis, viviendo primero en el 3705 North Broadway.
En 1878, se hizo de una granja de 25 acres ubicado en la esquina sureste de Gravois Road y carretera de la Iglesia Bautista, que más tarde vendió a Christian Graedeke, que también había trabajado en su granja.
Inició su práctica médica en la década de 1870, su título fue presentado ante la Corte del Condado de St. Louis el 17 de septiembre de ese año. Su consultorio estaba en el 910 Salisbury Street, que es en la actualidad un estacionamiento al norte de la autopista 70. Tuvieron siete hijos, Lisbeth M., Florence May, Edith Edna, Alice Maud Mary, Herbert Spencer, Grace Agnes y Eva Ethel.
En 1882, Glatfelter tenía 4 casas construidas en el norte de la calle catorce, y vivió en el 4620. En 1883, esa decimocuarta calle fue rebautizada vigésima calle y su dirección se convirtió en 4720 N.º  20, y vivió allí durante el resto de su vida.
Glatfelter fue un médico en ejercicio hasta la muerte de María en 1907, y en ocasiones hizo el trabajo médico para la caridad en nombre de la Casa de Betania, como se refleja en una de sus entradas de diario:

(p. 33-34) "registros anuales de la Casa de Betania desde el 1 de enero de 1868... Visitó a un soldado enfermo en la calle 9 que perdió su salud mientras servía en el Ejército de la Unión. Su esposa también estaba en mal estado de salud y su bebé muy enfermo y poco después murió. Durante su enfermedad fueron atendidos por las Hermanas. Su alquiler se pagó y la ropa de alimentos y medicina amueblado. El Dr. Parsons y después el Dr. Glatfelter dieron sus servicios gratuitamente ".

A principios de la década de 1890 comenzó su investigación de la especie Salix (sauce) en el área de St. Louis. Su objetivo era ser capaz de clasificar sauces por la venación de las hojas. Mantuvo correspondencia con los botánicos de la Universidad de Harvard, en particular James Franklin Collins, Michael Shuck Bebb, Merritt Lyndon Fernald, Walter Deane y otros.
A finales de la década de 1890, su interés se volvió desde la botánica a la micología, con interés ganado en los hongos a través de los miembros de su hija Lisbeth en el Club Micológico de Boston, que fue el primer club de setas organizada en los Estados Unidos. Sus corresponsales primarios fueron Curtis Gates, Lloyd y Charles Horton Peck, y él se reunió con George F. Atkinson en 1903 en la Feria Mundial de St. Louis. Su colección de setas comestibles y venenosas eran parte del despliegue del Jardín Botánico de Misuri en la Feria.
Le pasó listas locales de setas tóxicas a Peck. Él compiló una lista de más de 500 especies de setas de la zona de San Luis, que se publicó en 1906. Se utilizó su lista de hongos como una de las fuentes para una lista publicada por el Club botánico Englemann en 1911.
También se convirtió en el historiador de la familia, publicando en 1901 Registro de Casper Glatfelter de Glattfelden, cantón de Zúrich, Suiza, inmigrante, 1743, y de sus descendientes, que comprende 861 familias , en dos volúmenes, y un tercer libro, '«Suplemento al Casper Glattfelder Record, abrazando la adición de 545 familias,  en 1910.
Continuó para recoger muestras hasta 1911, con el fin de actualizar su lista para su inclusión en la lista de plantas y hongos recopilados por el Club Botánico Engelmann.
Falleció el 2 de abril de 1911, después de una caída desde una escalera, y está enterrado en el cementerio de Bellefontaine en St. Louis con el resto de su familia, con la excepción de Herbert y Lisbeth.

## Algunas publicaciones
- 1894. "A Study of The Venation of the Species of Salix Described in Gray's Manual, With Reference to Their Determination", Missouri Botanical Garden Annual Report, v. 1894, p. 46–60
- 1894. "A Study of the Relations of Salix nigra with S. amygdaloides and the Hybrids", Trans. of the St. Louis Academy of Sci. VI (13 )
- 1895. "Salix wardii Bebb, A review and Relation to S. Nigra and S. amygdaloides", Science, New Series 2 (44): 582-584
- 1896. "Relations of Salix missourienses, Bebb to S. cordata, Muhl.", Proc. of the St. Louis Academy of Sci. VII (58)
- 1896. "Salix cordata × sericea", Botanical Gazette 22 (5, nov. 1896): 392–400
- 1901. "Record of Casper Glattfelder of Glattfelden, Canton Zurich, Switzerland, immigrant, 1743: and of his descendants, in part, comprising 861 families”, Nixon-Jones Printing Co. St. Louis. 2 v.
- 1906. "A Preliminary list of higher fungi collected in the vicinity of St. Louis, Mo., from 1898 to 1905". Trans. of the Academy of Sci. of St. Louis XVI, #4.
- 1910. "Supplement to the Casper Glattfelder Record, Embracing the Addition of 545 Families", Nixon-Jones Printing Co. St. Louis
- 1911. "A Preliminary Checklist of the Cryptogams and Phanerogams In The Vicinity of Saint Louis, Missouri," publicó Engelmann Botanical Club. (post mortem)

## Honores

### Galardones
- 1899: medalla científica, 2.ª clase, por la Academie Internationale de Geografía Botanique, por su trabajo en sauces.[16]

### Membresías
- Gran Ejército de la República, Ransom Anuncio # 131, fundado por el general William Tecumseh Sherman y estuvo presente en su funeral en 1891.[17]

### Eponimia
- híbrido de sauce
- (Salicaceae) Salix × glatfelteri C.K.Schneid. 1922[18]

Quedan siete hongos nombrados por él en el Index Fungorum, tres de los cuales son sinónimos:
- Bolbitius glatfelteri Peck = Mycena glatfelteri (Peck) Murrill
- Collybia glatfelteri Murrill = Gymnopus glatfelteri (Murrill) Murrill
- Cortinellus glatfelteri Murrill = Tricholoma glatfelteri (Murrill) Murrill
- Lepiota glatfelteri Peck

- La abreviatura «Glatf.» se emplea para indicar a Noah Miller Glatfelter como autoridad en la descripción y clasificación científica de los vegetales.[20]